# Шамсутдинова, Ильмира
Ильмира Шамсутдинова (род. 29 января 1976, Саратов) — советская и российская модель, Мисс СССР 1991.

## Биография
Ильмира родилась 29 января 1976 года в Саратове. Мама Ильмиры, Людмила Николаевна Шершова, — в прошлом тренер по художественной гимнастике, а ныне — главный тренер Федерации шейпинга Саратовской области.
В своем первом конкурсе Ильмира приняла участие в 14 лет. Она сразу же добилась успеха, выиграв городской конкурс красоты и получив приглашение на «Мисс Волга 1991», после победы в котором последовал титул вице-мисс «Жемчужина России 1991».
В сентябре 1991 года она, ещё будучи 15-летней школьницей, получила титул «Мисс СССР 1991». Затем последовала масса наград на различных конкурсах: «Вице-мисс International 1993» в Японии, «Вице-мисс Европа 1995» в Турции, «Вице-Мисс Вселенная 1996» в США, «Гран-при» первого мирового чемпионата по искусству в Лос-Анджелесе (США) в 1997 году.
В 1993 году Ильмира вместе с Дмитрием Крыловым была ведущей конкурса «Мисс Россия».
Принимала участие в шоу-показах и дефиле Versace, Gucci, Dolce & Gabbana, Fendi, Валентина Юдашкина, Вячеслава Зайцева, отработала два сезона в Италии.
Участвовала в съёмках рекламы «Sportline», «Head & Shoulders», «Русский стандарт» и многих других, а также многочисленных фотосъемках обложек ведущих российских журналов.
Она снималась в клипах с группами «Республика», «Отпетые мошенники», «Премьер-министр» и с Андреем Губиным.
В 2010 году Ильмира получила высшее образование в Международной академии бизнеса и управления по специальности «менеджмент организации».

## Личная жизнь
На сегодняшний день Ильмира живёт в Москве с мужем и тремя детьми. В свободное время занимается дайвингом, принимала участие в первом чемпионате мира по аквабайку.